# Ergasilus centrarchidarum
Ergasilus centrarchidarum är en kräftdjursart som beskrevs av Wright 1882. Ergasilus centrarchidarum ingår i släktet Ergasilus och familjen Ergasilidae. Inga underarter finns listade i Catalogue of Life.